# Jüdischer Friedhof (Pfaffenhausen)

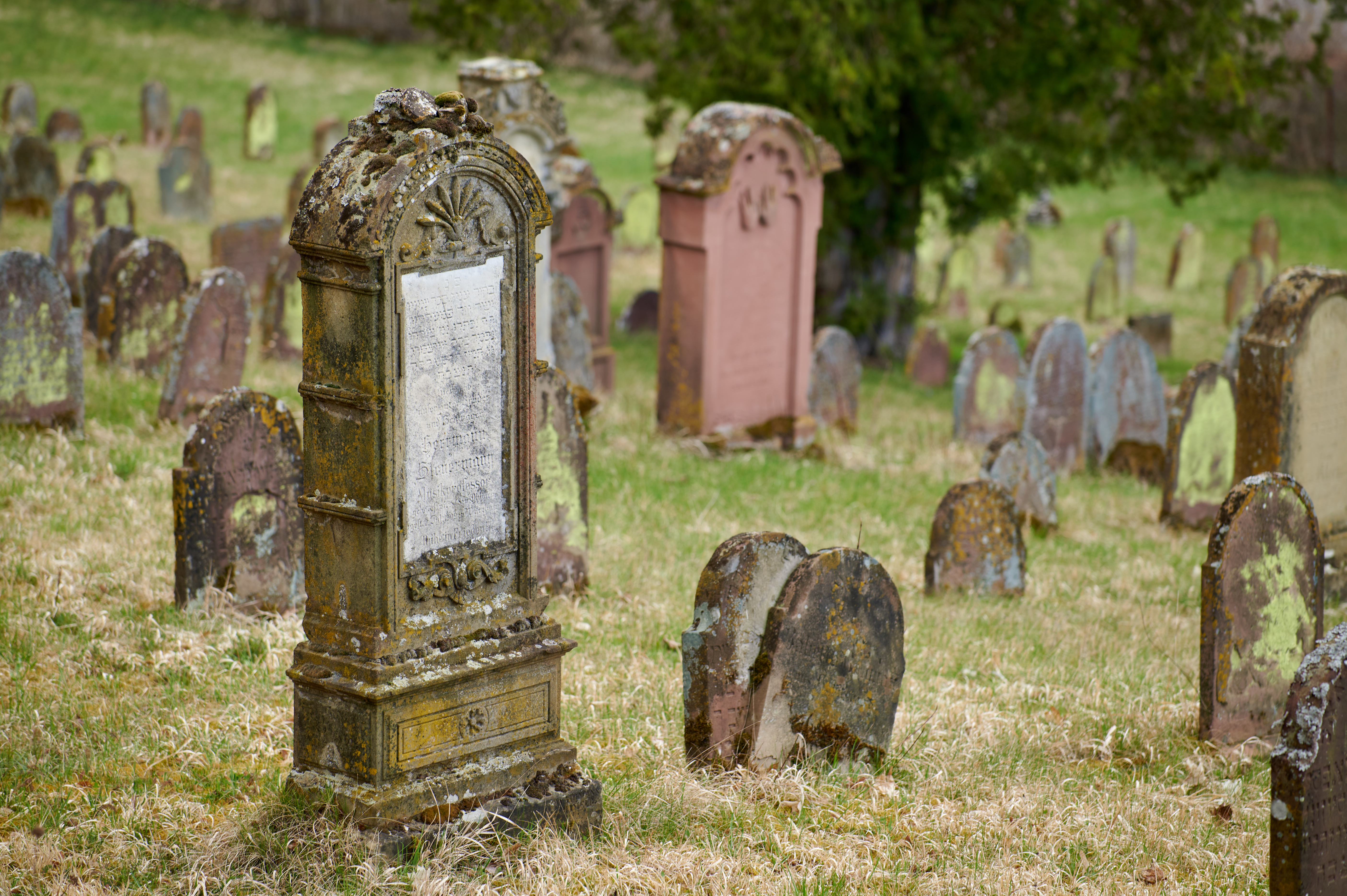
Jüdischer Friedhof in Pfaffenhausen

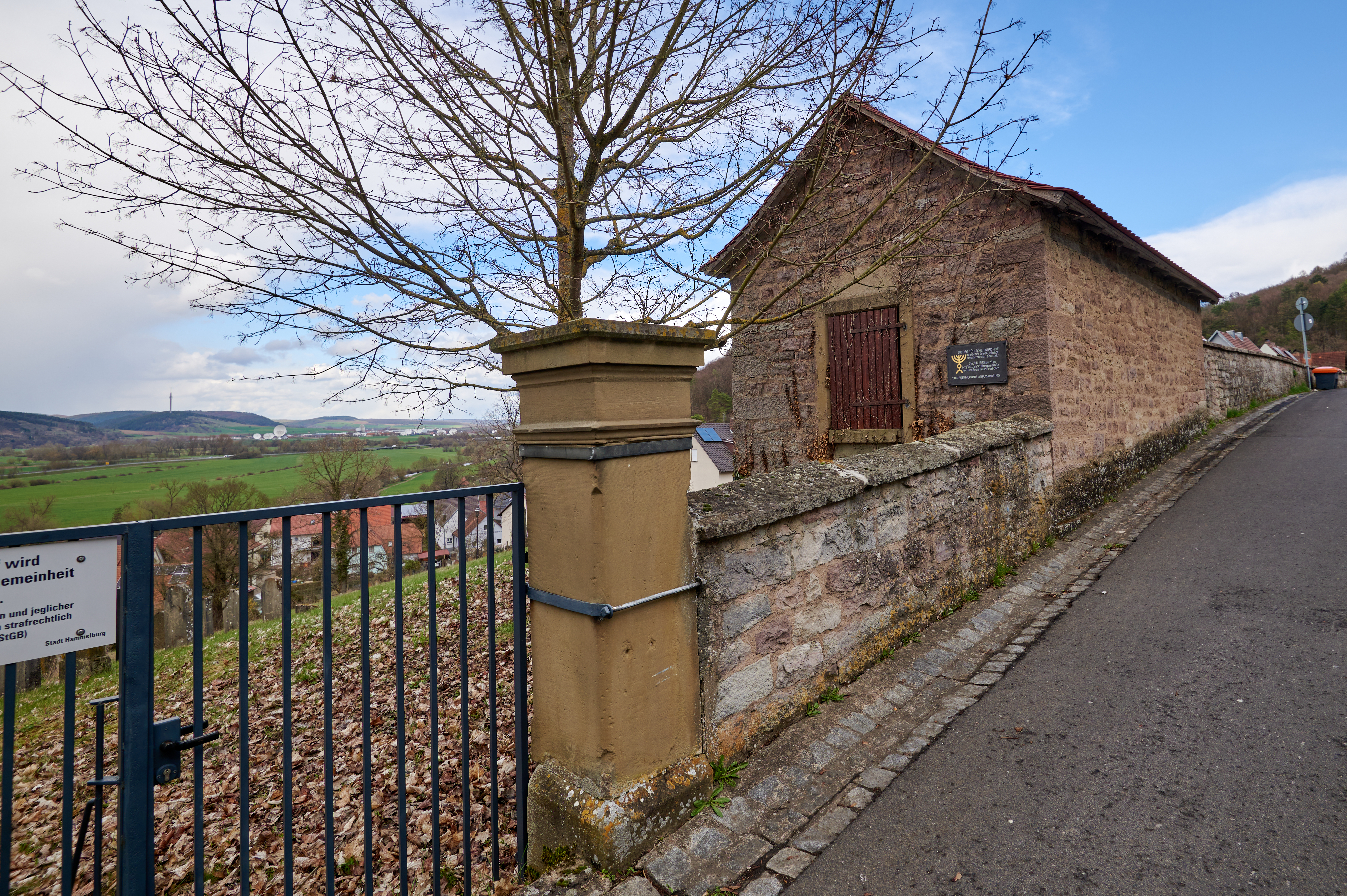
Taharahaus

Der Jüdische Friedhof Pfaffenhausen in Pfaffenhausen, einem Stadtteil von Hammelburg im unterfränkischen Landkreis Bad Kissingen in Bayern, befindet sich in der Mitte von Pfaffenhausen an einem nach Norden abfallenden Hang.

## Geschichte
Der jüdische Friedhof in Pfaffenhausen wurde um 1580 angelegt. Er diente in den folgenden Jahrhunderten als Verbandsfriedhof für die Toten folgender jüdischer Gemeinden: Bad Kissingen (bis 1801), Bonnland, Dittlofsroda, Gemünden am Main, Geroda (bis 1911), Hammelburg, Hessdorf, Oberthulba, Untererthal, Unterriedenberg und Westheim.
Heute sind auf dem 121 Ar großen Friedhof noch viele Grabsteine erhalten. Rechts vom Eingang ist noch das Taharahaus vorhanden.
Vorfahren des ehemaligen amerikanischen Außenministers Henry Kissinger sind hier begraben.